# 有間川站
有間川站（日语：／ Arimagawa eki */?）是位於日本新潟縣上越市的鐵路車站。現時由越後心動鐵道（朱鷺鐵）所使用及管理，現時為無人站。2015年3月14日前車站由JR西日本營運時，是營業範圍內最北端車站。1969年進行複線化時，上行部份路段被移至內陸方向，東邊起點便由此站開始。

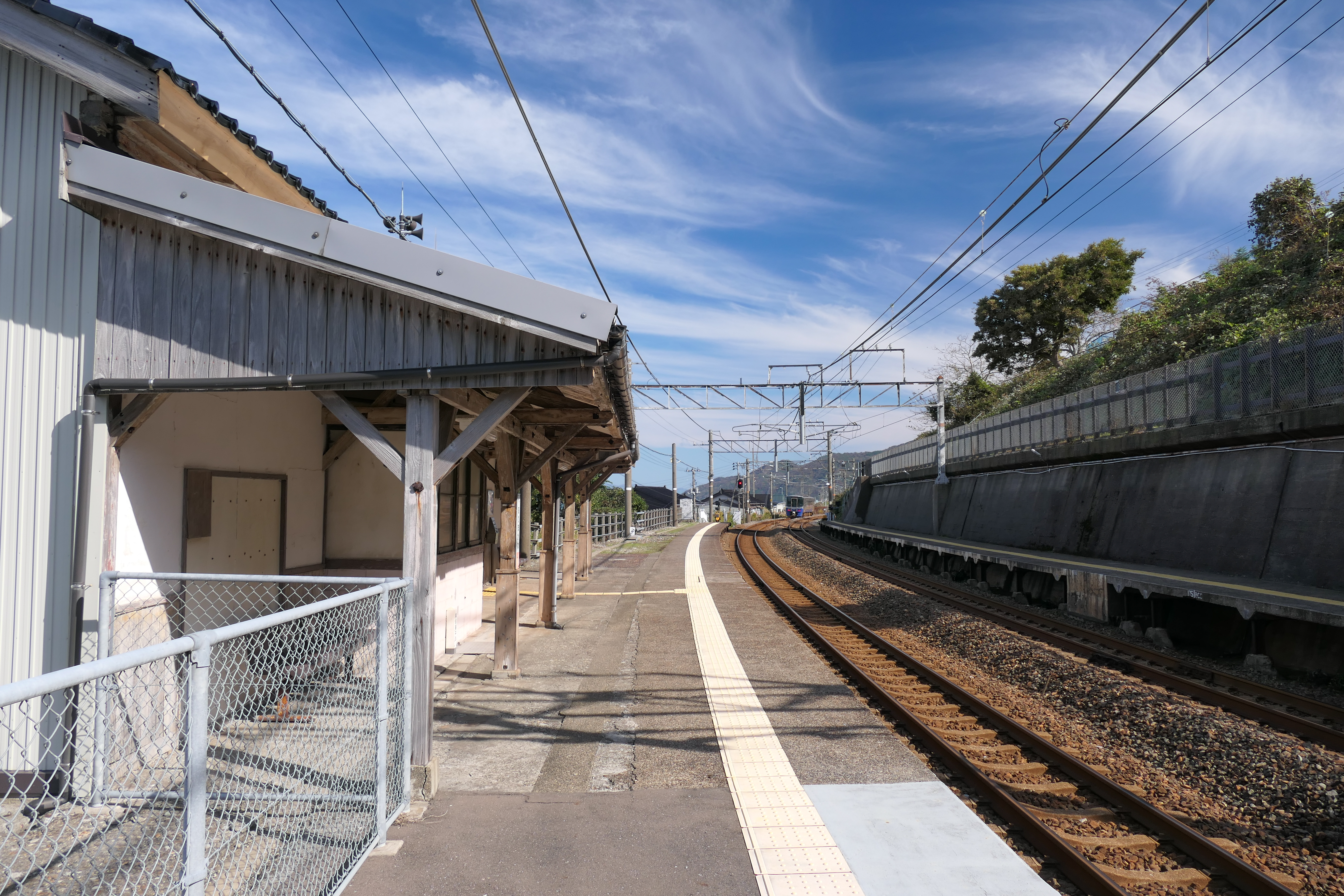
候車室與月台(2021年10月)

## 車站結構

### 站房
現存有木建單層站房1座，由開站起一直保留至今。車站出入口及開放式閘口均設有中央位置；左側為候車大堂，不過與其他車站不同，大堂內並沒有設置候車座位，也沒有設置自動售票機；右側為已被木板圍封的原售票窗口及站員留宿處，現時除用作放存清潔用品外，已沒有實際用途。

### 月台配置
設有側式月台2座，為2面2線月台配置，月台建於盛土上，站舍和月台之間以樓梯連接，而月台並沒有配以編號，指示牌只以行車方向及目的地標示，有效長度比其他車站為短，只有6輛。月台之間以平交道連接，並由自動橫竿控制升降。
| 月台   | 路線          | 方向 | 目的地         |
| ------ | ------------- | ---- | -------------- |
| 站舍側 | ■日本海翡翠線 | 下行 | 直江津方向     |
| 對側   | ■日本海翡翠線 | 上行 | 糸魚川、泊方向 |

## 歷史
- 1946年9月1日：有間川臨時車站設立。
- 1947年7月1日：昇格為車站。
- 1970年4月13日：貨物及手提行李提取服務取消，同時降為無人站。
- 1987年4月1日：國鐵分割民營化，成為西日本旅客鐵道（JR西日本）車站。
- 2015年3月14日：北陸新幹線開業，改交由越後心動鐵道接管。

## 利用人數
| 乗車人員推算 | 乗車人員推算 | 乗車人員推算 |
| 年度         | 1日平均人數  |              |
| ------------ | ------------ | ------------ |
| 2003         | 52           |              |
| 2004         | 41           |              |
| 2005         | 50           |              |
| 2006         | 48           |              |
| 2007         | 43           |              |
| 2008         | 37           |              |
| 2009         | 29           |              |
| 2010         | 29           |              |
| 2011         | 33           |              |
| 2012         | 34           |              |
| 2013         | 37           |              |
| 2014         | 27           |              |
| 2015         | 23           |              |
| 2016         | 16           |              |
| 2017         | 15           |              |
| 2018         | 11           |              |
| 2019         | 13           |              |
| 2020         | 12           |              |
| 2021         | 11           |              |
| 2022         | 7            |              |
| 2023         | 6            |              |

## 相鄰車站
越後心動鐵道
■日本海翡翠線
■普通
名立－有間川－谷濱

## 外部連結
- 越後心動鐵路 有間川站 （页面存档备份，存于）